# Celebración del Corpus Christi en el Cuzco
La Celebración del Corpus Christi en la ciudad del Cusco es una manifestación religiosa y cultural que se realiza en la ciudad del Cusco, Perú. Esta festividad religiosa es de fecha móvil y usualmente se da en el mes de junio. Debido a las expresiones culturales que la conforman, esta expresión forma parte del folclore cusqueño y religiosa. Aunque el «corpus cusqueño» siempre se celebra el día jueves - que es el día central de la festividad religiosa -, las celebraciones comienzan un día antes con las típicas «entradas».
La festividad fue declarada "Patrimonio cultural del Perú" el 6 de agosto de 2004 mediante la Resolución Directoral Nacional N° 599-2004 expedida por el Instituto Nacional de Cultura.

## Historia

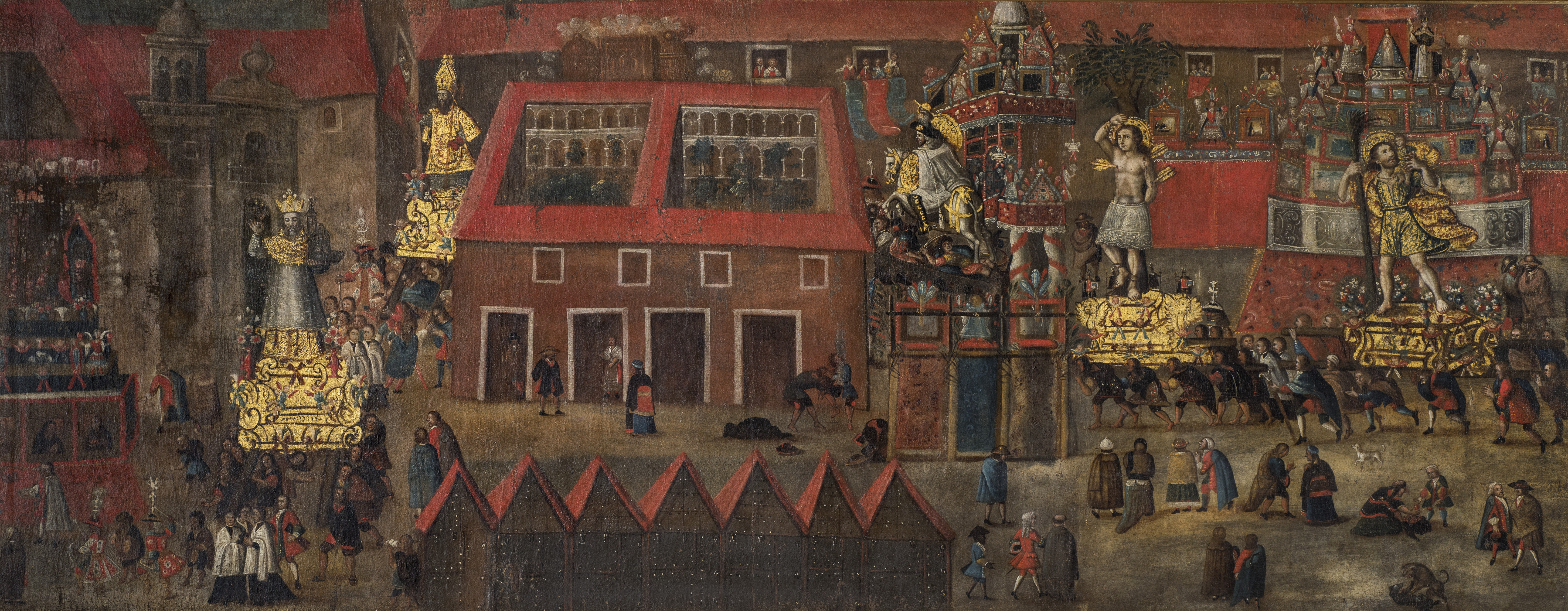
Procesión del Corpus Christi en el Cuzco, lienzo anónimo, posiblemente pintado entre 1750 y 1770.

La festividad del Corpus Christi es una celebración religiosa de la Iglesia Católica que, en el Perú, se empezó a celebrar con la llegada de los conquistadores españoles en el siglo XVI. Con el paso de los años, los modos y costumbres de celebrarla en el Cusco fueron tomando caracteres peculiares que los diferencia de las demás celebraciones en el país. 
Desde el día anterior a la festividad, los feligreses cusqueños realizan la "Subida de Corpus" que consiste en llevar en procesión, desde sus propias parroquias, imágenes de sus santos patronos hasta el Templo de Santa Clara, en cuyas naves laterales se ubican hasta el día siguiente cuando, también en procesión, continúan por el eje procesional (Calles de Santa Clara, Marqués y Mantas) hasta la Plaza de Armas en la que se unen en procesión con la custodia de la Catedral: una pieza de oro y plata en la que se exhibe la hostia consagrada. Luego de la misa en la entrada de la Catedral a cargo del arzobispo, algunos creyentes prefieren quedarse adentro rezándole a sus santos patrones. Al mediodía se da inicio a la marcha el Corpus Christi en carroza de plata. Detrás de ella, en fila ordenada, le acompañan las otras imágenes religiosas en su paseo lento por toda la plaza. Por la tarde se imparte la bendición antes de su reingreso a la catedral donde descansarán una semana hasta la "Octava de Corpus" cuando las imágenes inician el regreso a sus respectivas parroquias.
Esta procesión tiene, además de su carácter religioso un carácter competitivo entre barrios o parroquias que van acompañadas de bandas y comparsas de músicos barrio, los cuales tocan para sus respectivas danzas a contrapunto de las otras, viviendo su tradicional fiesta. En la plaza San Francisco y las calles adyacentes se da la venta de platos típicos de la zona como el chiriuchu.

## Santos Participantes del Corpus Christi
1. Patrón San Antonio Abad, Templo de San Cristóbal
2. Patrón Doctor San Jerónimo, Templo de San Jerónimo
3. Patrón San Cristóbal, Templo de San Cristóbal
4. Patrón Mártir San Sebastián, Templo de San Sebastián
5. Doncella Santa Bárbara, P. Dulce Nombre de Jesús
6. Abuelita Santa Ana, Templo de Santa Ana
7. Patrón Santiago Apóstol, Templo de Santiago Apóstol
8. Patrón San Blas, Templo de San Blas
9. Patrón San Pedro Apóstol, Templo de San Pedro Apóstol
10. Patriarca San Jose, Templo de Belén
11. Virgen Natividad Real de la Almudena, Templo de la Almudena
12. Virgen de los Remedios, Templo de Santa Catalina
13. Santísima Virgen Purificada, Templo de San Pedro Apóstol
14. Santísima Virgen Reina de Belén, Templo de Belén
15. Virgen Inmaculada Concepción, Basílica Catedral del Cusco

### Santos que participaron[3]
Acompañamiento en los días de entrada y retorno:
- Patrón San Bernardo Abad, Colegio Nacional de Ciencias
- Patrón San Antonio de Padua, Templo de la Recoleta
- Patrón San Juan Bosco, Colegio Salesiano Cusco

Serie del Corpus:

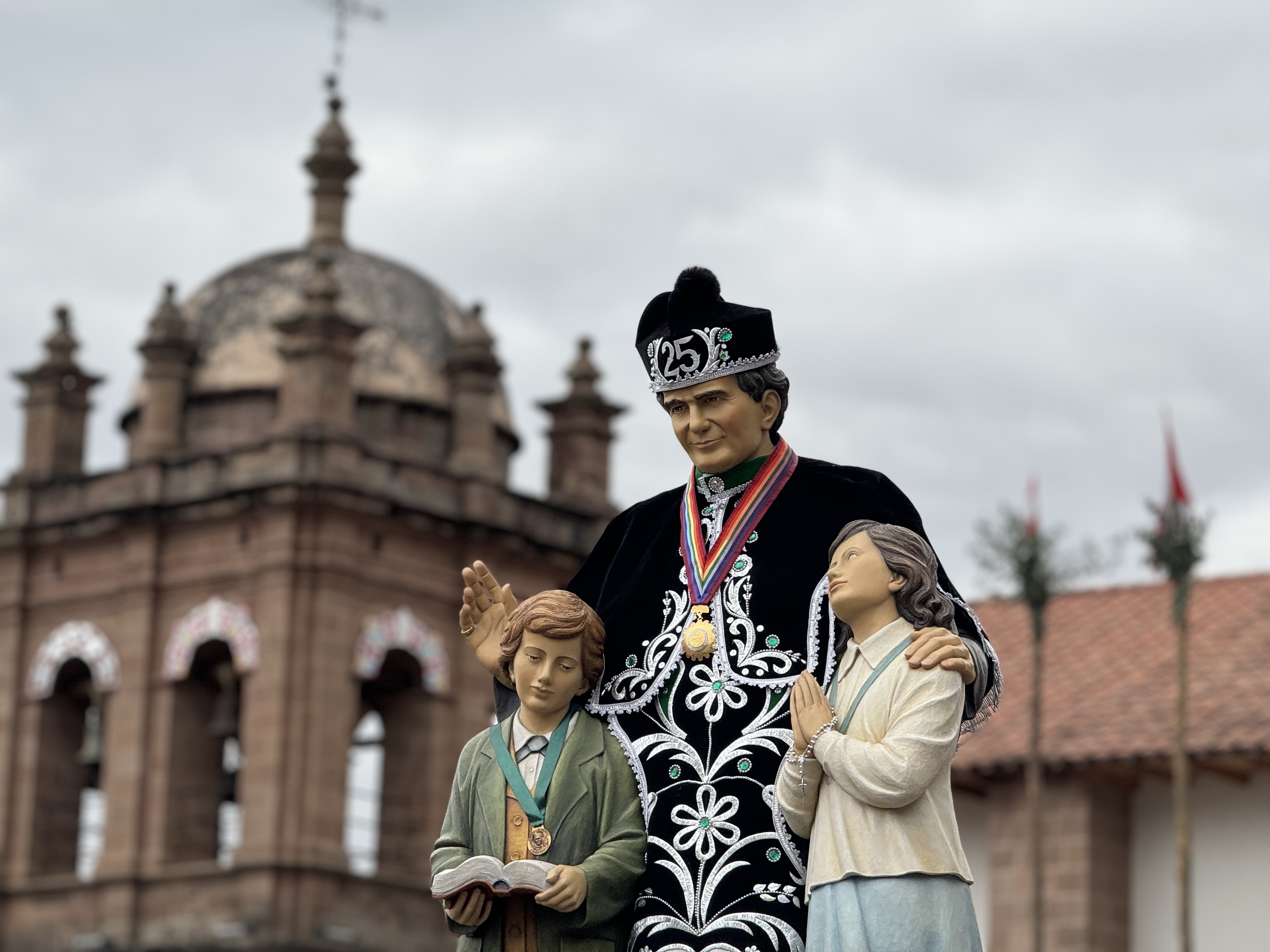
San Juan Bosco, patrón del Colegio Salesiano durante la festividad de Entrada del Corpus Christi cusqueño.

- Patrón San Juan Bautista, Templo del Triunfo
- Patrones San Crispin y San Crispiano, Templo de la Compañía de Jesús
- Patrones San Cosme y San Damián, Templo de la Compañía de Jesús
- Patrona Santa Rosa de Lima, Templo de Santo Domingo

Registro fotográfico (Principios del Siglo XX):
- Patrona Santa Rosa de Lima, Templo de Santo Domingo
- Patrón Santo Domingo de Guzmán, Templo de Santo Domingo
- Patrona Santa Catalina de Siena, Templo de Santo Domingo

Según la tradición:
- Patrón San Roque, Templo de la Almudena
- Patrón San Francisco de Borja, Templo de la Compañía de Jesús
- Patrón San Ignacio de Loyola, Templo de la Compañía de Jesús
- Patrón San Eloy, Templo de San Francisco de Asís
- Patrón San Benito, Templo de San Francisco de Asís